# ドラゴン・オブ・ナチス
『ドラゴン・オブ・ナチス』（原題：P-51 Dragon Fighter）は、2014年8月19日に公開されたアメリカ合衆国のファンタジー映画。監督・脚本・撮影はマーク・アトキンス、主演はスコット・マーティン、ステファニー・ベラン、ロス・ブルックスらが務めている。
日本では劇場未公開。2014年10月3日にインターフィルムから日本語吹替版のDVD（ADF-9053S/レンタル:IF14-0754）が発売された。パッケージのキャッチコピーは「ヒトラー最期の秘密兵器」。

## キャスト
※括弧内は日本語吹替。
- ジョン・ロビンス - スコット・マーティン（野口晃）
- レイチェル・マッキー - ステファニー・ベラン（平田由季）
- ロンメル上級大将 - ロバート・パイク・ダニエル（松島淳）
- グードルン - オスマン・ソイカット（藤原満）
- ワード将軍 - トム・ラシュフォード（岡本未来）
- アンダーソン - ハーウッド・ゴードン（前田弘喜）
- キャンベル - トレイ・マッカーリー（安井崇人）
- ホールドリン - ロス・ブルックス（桜悟）
- ゴッドフリー - マイケル・ハンプトン（橘諒）
- カッテルワッシャー - ジョニー・コストレー（野村達也）
- ガルー - アンソニー・デュプレー（濱岡敬祐）
- ミレット - スティーブン・ブラックハート（神村駿助）
- シンダー - ベン・ウィンドル（内田吉則）
- フォイ - ライリー・リットマン（本多諒太）
- マークス - スティーブン・スーツ（佐々木義人）
- エンメリッヒ - ポール・ウェットストーン（西村建志）
- クランストン - クリント・グレン・フンメル（加藤優季）
- スー - マディソン・ボイド（岡本瑠美）

## スタッフ
- 監督・脚本・撮影：マーク・アトキンス
- 製作：マイケル・スリフキン、スコット・マーティン、ヘンリー・ムー
- 原案：スコット・マーティン、マイケル・スリフキン、マーク・アトキンス
- 音楽：ナヴィド・ヘジャジ
- 編集：ティム・タッチレロ
- 美術：クリント・グレン・フンメル

日本語版制作スタッフ
- 翻訳：藤田加代子